# 上海府村
上海府村（かみかいふむら）は、かつて新潟県岩船郡に存在した村。

## 地理
西側は日本海に面する。

## 沿革
- 1889年（明治22年）4月1日 - 町村制施行に伴い、岩船郡柏尾村、岩ケ崎村、大月村、野潟村、間島村、吉浦村、早川村、馬下村が合併し、上海府村が成立。
- 1950年（昭和25年）8月1日 - 大字岩ケ崎を分離し、岩船郡瀬波町に編入。
- 1954年（昭和29年）3月31日 - 岩船郡村上町、岩船町、瀬波町、山辺里村と合併し、市制施行して村上市となり消滅。

## 学校

### 小学校
- 上海府村立野潟小学校
- 上海府村立吉浦小学校

### 中学校
- 上海府村立上海府中学校

## 交通

### 鉄道路線
- 日本国有鉄道
  - 羽越本線
    - 間島駅 - 越後早川駅